# Lundi méchant
Albums de Gaël Faye
Des fleurs
(2018)
Singles
1. Respire
Sortie : 2020
2. Lundi méchant
Sortie : 2020

Lundi méchant est le second album studio de Gaël Faye, sorti le 6 novembre 2020,,.

## Description
Tous les textes sont écrits par Gaël Faye, à l'exception de Seuls et vaincus, poème composé par Christiane Taubira. Selon Christiane Taubira elle-même, ce poème, qui commence par les paroles « Vous finirez seuls et vaincus », s'adresse « aux racistes qui refusent de voir chez les réfugiés des personnes humaines ».
Gael Faye a déclaré au HuffPost à propos des paroles de son titre : « Il m’a bouleversé parce que Christiane Taubira avait dû l’écrire dans le contexte des attaques racistes qu’elle avait subies. Et c’est peut-être la plus belle réponse qu’elle peut faire aux intolérants. Dans ce poème, l'ex-ministre de la Justice témoigne de sa foi envers les générations futures pour combattre intolérance et racisme ». L'admiration de Gaël Faye pour Christine Taubira remonte à sa jeunesse, quand, en 2001, elle fait voter la loi sur la reconnaissance de la traite et de l’esclavage en tant que crime contre l’humanité : « Dans ma chambre d’ado, j’avais un poster de Christiane Taubira » dit-il au HuffPost.
L'album est nommé dans la catégorie « Album de l'année » des Victoires de la musique 2021.

## Liste des titres
| 1.  | Kerozen                                 | 3:32 |
| 2.  | Respire                                 | 3:12 |
| 3.  | Chalouper                               | 3:35 |
| 4.  | Boomer                                  | 3:28 |
| 5.  | Only Way Is Up (avec Jacob Banks)       | 3:51 |
| 6.  | Lundi méchant                           | 2:28 |
| 7.  | C'est cool                              | 5:41 |
| 8.  | Seuls et vaincus (avec Mélissa Laveaux) | 3:03 |
| 9.  | Lueurs                                  | 1:47 |
| 10. | Histoire d'amour (avec Samuel Kamanzi)  | 3:31 |
| 11. | NYC                                     | 2:05 |
| 12. | JITL                                    | 2:57 |
| 13. | Zanzibar (avec Guillaume Poncelet)      | 4:10 |
| 14. | Kwibuka (avec Samuel Kamanzi)           | 3:48 |